# Brembati

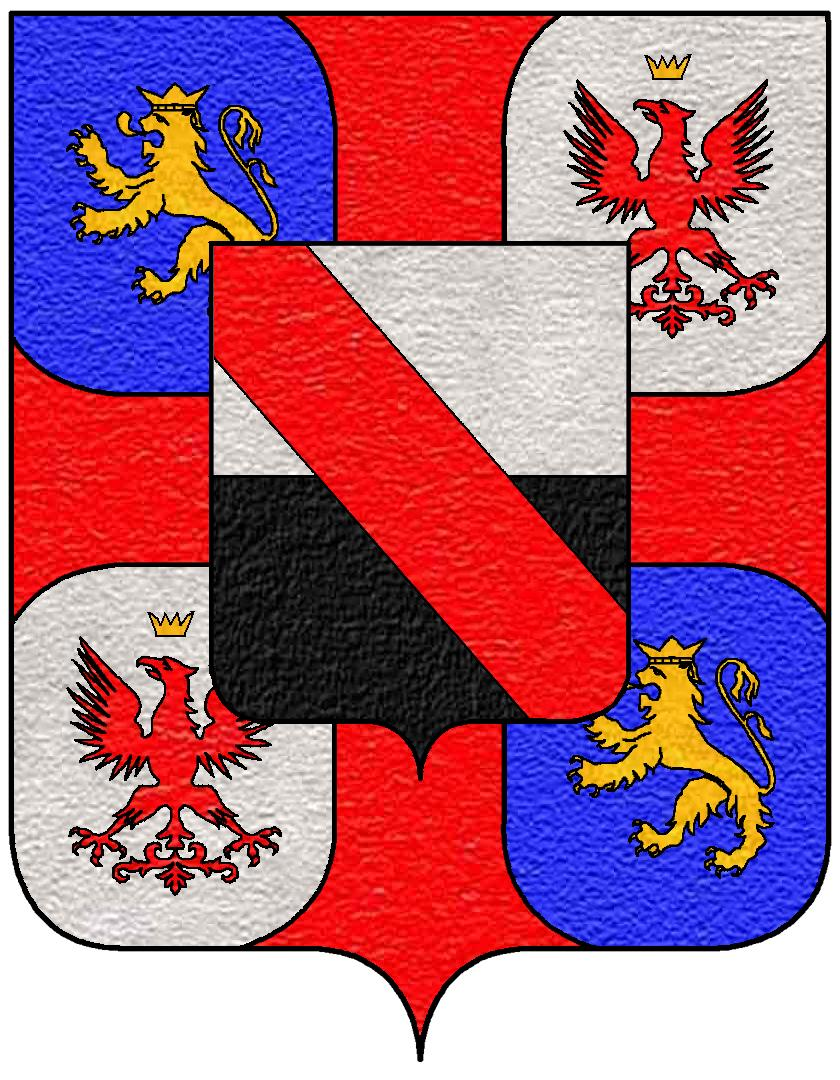
Stemma dei conti Brembati

I Brembati sono una famiglia nobile illustrata da uomini e donne distinti nelle armi, diplomazia e lettere.

## Storia
Già nota a Milano col nome Arcinolfi, a causa del Barbarossa, si trasferì nel XII secolo in val Brembana, assumendo il nuovo cognome.
Nello storico palazzo Brembati in città alta a Bergamo è presente un affresco del XVIII secolo che raffigura l'avo Pinamonte Brembati con didascalia che gli attribuisce la carica di podestà di Bologna nel 1177, carica che secondo tutti i libri di storia sarebbe stata in quell'anno di Pinamonte da Vimercate, passato alla storia, fra l'altro, quale ispiratore del noto giuramento di Pontida degli oppositori al Barbarossa. I Brembati furono anche i primi proprietari del palazzo in via San Giacomo poi della famiglia Colleoni.
L'albero genealogico della famiglia indica quale capostipite Algiso Brembati, morto nel 1210. Ebbe tre figli tra cui Giacomo (dictus Peregrinus), padre del beato Pinamonte, frate predicatore investito da san Domenico, amico di san Tommaso d'Aquino e inquisitore di Bergamo nel XIII secolo.
Davide, magistrato, ottenne a Basilea nel 1434 dall'imperatore Sigismondo il titolo di conte palatino per sé e per i discendenti maschi, "con autorità di crear notari e legittimar bastardi", confermato dalla Serenissima nel 1435.
Conferma nobiltà con Sovrana Risoluzione 1818, 1828, 1836: Conte palatino (maschi), Nobile dei Conti (femmine), Nobile di Roma e Cremona (maschi).

## Membri illustri
- Pinamonte[3] (1200-1266), religioso nato e vissuto a Bergamo e successivamente beatificato, che passò alla storia per aver fondato l'ente denominato Congregazione della Misericordia Maggiore
- Bartolomeo Brembati (...-1506) conte, aveva sposato Antonia, figlia di Giovanni Rivola Mazzucconi, che morì dopo aver dato alla luce due figli, Giovanni Davide che sposò in prime nozze Fiordalisa nipote di Tibse moglie di Bartolomeo Colleoni e Maria, e che abitava il palazzo in via san Lorenzino numero civico 13;
- Leonino Brembati di cui il Lotto fece il ritratto nel 1524[4] figlio di Luca e nipote del giurista conte Leonino. Luca Brembati aveva sposato Isotta Nogaroli - gli stemmi araldici delle due famiglie sono presenti nella loro abitazione in via San Giacomo n. 18 che aveva fatto costruire - Leonino Brembati era cavaliere e conte e aveva sposato nel 1508 Lucina figlia di Giovanni Davide Brembati (figlio di Bartolomeo e Antonia Rivola Mazucconi), che portava una dote di 1350 ducati, e che fu garante dei domenicani di santo Stefano nella commissione della Pala Martinengo. Da Lucina, Leonino ebbe due figli Gerolamo, nato prematuro e che sposò Caterina figlia di Pietro Suardi e di Paola da Ponte, e Fenicia sposata con Fortunato Agosti;
- Lucina, soggetto del celeberrimo ritratto di Lorenzo Lotto attualmente conservato all'Accademia Carrara e moglie di Leonino Brembati;
- Giovan Battista[5], colonnello della Serenissima, attivo nella contesa[6] con gli Albani, che divise Bergamo in due fazioni e culminò nell'uccisione da parte dei figli di Giovanni Gerolamo Albani del fratello Achille (1563) nella basilica di Santa Maria Maggiore;
- Isotta[7], animò un salotto culturale filo-spagnolo, onorata da Torquato Tasso con un sonetto, soggetto di celebre ritratto di Giovan Battista Moroni;
- Francesco, colonnello di cavalleria, riceveva per sé e discendenti maschi le cittadinanze romana e cremonese; ambasciatore dei Gonzaga presso Luigi XIV (1644);
- Ottavio[8], astrologo e diplomatico, governatore di Casale Monferrato (1651);
- Francesco[9], letterato e collezionista di antichità e manoscritti, collaborò col Muratori e alla fondazione del museo di Bergamo (1768);
- Coriolano, promotore della Fiera di Bergamo fine sec. XVIII;
- Antonio, delegato dalla città di Bergamo ad incontrare l'imperatore Francesco Giuseppe nel 1851;
- Pinamonte, ufficiale d'artiglieria, nato nel 1889, medaglia d'argento al V.M. nel 1916.

## Arma
Stemma inquartato da croce patente rossa, nel 1° e nel 4° d'azzurro al leone coronato d'oro, nel 2° e 3° d'argento all'aquila di rosso coronata d'oro. Sul tutto, in cuore della croce, uno scudetto troncato d'argento e di nero alla banda di rosso attraversante, che costituiva l'originaria arma fino al XVI sec..